# أوستروه
أوستروه أو أوستروغ هي مدينة من مدن أوكرانيا. يبلغ عدد سكانها 14,801 نسمة وذلك حسب إحصائيات سنة Ukrainian Census (2001). تبلغ مساحتها 10.9 كم².

## أصل التسمية
اسم المدينة مشتق من موقعه على التفاف نهر فيليا حيث تتشكل زاوية حادة. وتوجد رواية أخرى حول أصل تسمية أوستروغ تقول بأن تلة القلعة الموجودة في المدينة كانت محاطة بسياج خشبي مكون من جذوع خشبية حادة «حسائك».
يُعتقد أن أصل تسمية المدينة بهذا الاسم مأخوذ من الكلمة الروسية القديمة «أوستروغ» والتي تعني محصّن أو محاط بسور. فيما كان اسم المدينة قديماً أوستروغوبور والتي تعني «التحصين في الغابة»، وكذلك أوستروريغ وتعني الزاوية الحادة، والتي شكلت نتوءات صخرية للجبال المتاخمة لمرتفعات بودولسكي.  

## الجغرافيا
تقع أوستروغ في جنوب محافظة ريفنا، على الحدود الإدارية بين محافظتي ريفنا وخميلنيتسكي. ويجري نهر فيليا من الجنوب إلى الشمال الشرقي بالقرب من المدينة.
إحداثيات المدينة: خط عرض 50 ° 19’45 «و 26 ° 31’11» شرقاً. 

## السكان
| العام | السكان |
| ----- | ------ |
| 1882  | 7717   |
| 1897  | 14749  |
| 1903  | 16586  |
| 1921  | 12975  |
| 1931  | 13265  |
| 1937  | 15000  |
| 2001  | 14801  |
| 2007  | 15202  |

منذ بداية القرن التاسع عشر وحتى عام 1941 كان غالبية السكان من اليهود. في عام 1921 بلغ عدد السكان اليهود في أستروغ نحو 7991 شخص (إجمالي عدد المواطنين 12795 شخص) وفي عام 1939 وصل إلى 10500.

## التاريخ
تعتبر أوستروغ مدينة قديمة، وقد ذكرت في المخطوطات الهيباثية عام 1100 عندما أًعطيت المدينة بقرار من مؤتمر فيتيتشيف لدافيد أيغوريفيتش حفيد ياروسلاف الحكيم، مقابل إمارة فولوديميرتسكي مع بلدة بيلماج على إثر إعماء فاسيلكو روستيسلافيتش. 
ساهم الموقع المناسب للدفاع والموقع الجغرافي المميز وتطور النظام الإقطاعي في نمو مدينة أوستروغ، والتي تحولت إلى مدينة ذات نمط إقطاعي بدائي وأصبحت مركزاً إدارياً وسياسياً ومركزاً للحرف والتجارة في المنطقة. وقد مارس سكان المدينة مهنة الحدادة والصب وصناعة الفخار وأعمال البناء.
يشير ميثاق عام 1322 الممثل لقرى الكنيسة الكاتدرائية في لوتسك إلى أن كليمينتي أُختير كأسقف لوتسك وأوستروغ، في حين اعتبر الأمير ليوبارت أن «مدينة أوستروغ التي يحفظها الرب» ملكاً له. في منتصف القرن الرابع عشر حصل الأمير دانييل -ابن شقيق الملك دانيل رومانوفيتش ومؤسس سلالة أمراء أوستروغ الشهيرة- على مدينة أوستروغ. في عام 1396 حصل ابنه الأمير فيودور على ميثاق من الأمير فيتاوتاس يؤكد ملكيته لأوستروغ. وفي القرن الرابع عشر بنى سكان أوستروغ قلعة (كنيسة الغطاس) في مدينتهم. في حين أن أول ذكر للقلعة يعود لتاريخ 1386.
في عام 1430 تقريباً بنيت حول أوستروغ تحصينات قوية مع أبراج محاطة بخندق ومتراس. 
بالقرب من أوستروغ كانت هناك تحصينات دفاعية عديدة منها: كوراج، ميلياتين، موهيلياني، برودوف، موناستيري، ميريجيتش، نوفومالين وبوديراج. وقد اعتبرت هذه التحصينات كخط دفاعي أول على امتداد نهري فيليا وهورين. فيما كان الخط الدفاعي الثاني يمر عبر تحصينات دوروغوبوج، تايكوري وديرمان. أما الخط الدفاعي الثالث فقد كان يمر بتحصينات خوتين، غرابوف، شبانوف، زاوية باسوف، نوفوملينسك وستوبلا. ويدل موقع هذه التحصينات فكر محدد لتوجهات فولين إلى الخطر الذي يهددهم من الشرق. وقد سمي خط الدفاع باسم بوهورينا (نسبة إلى نهر هورين). 
في عام 1450 وعلى موقع الكنيسة الخشبية بُنيت كاتدرائية من الحجر، وقد أعيد بناؤها مرة أخرى من قبل الأمير أوستروجسكي عام 1521. بفضل التحصينات تمكنت المدينة من التصدي لهجمات التتار، فيما تمكن الأمير أوستروجسكي عام 1508 من تحطيم جيش تتاري ضخم على مشارف أوستروغ وأسر الكثيرين والذي أسكنهم في ضواحي المدينة.
أصبحت أوستروغ في القرن السادس عشر مركزاً هاماً للحرف والتجارة، ومركزاً مهماً للأرثوذكسية في أوكرانيا، ومنارة للتعليم والثقافة. في عام 1576 أسس الأمير قسطنطين أوستروجسكي في هذه المدينة أكاديمية أوستروغ الشهيرة، وجمع فيها علماء ومدرسين بارزين في ذاك الوقت أمثال هيراسيم سموتريتسكي، بوريتسكي ودميان ناليفايكو وغيرهم الكثيرين. كما درَس في الأكاديمية الهيتمان بيترو ساغايداتشني والعالم والكاتب ميليتي سموتريتسكي وغيرهم. كما عمل في أوستروغ إيفان فيدوروف الذي نشر كتبه الشهيرة مثل كتاب الحروف الهجائية «بوكفار» وكتاب «العهد الجديد مع المزامير» وإنجيل أوستروغ وغيرها. 
 دعا الأمير أوستروجسكي الطباع الشهير في ذاك الوقت إيفان فيدوروف، لأنه أراد نشر السلافية المقدس. كان إيفان فيودوروف خبيراً بارزًا في الكتب، والنقش، والطباعة. وقد ذكر إيغور شاروف في كتابه" 100 من الأماكن البارزة في أوكرانيا أنه وبعد أن أنشأ المطبعة نشر إيفان فيدوروف في عام 1581 كتاب أوستروغ المقدس باللغة الأوكرانية القديمة. وقد كان في ذاك الوقت أفضل كتاب منشور - تحفة لا مثيل لها من الفن المطبوع والفن الجرافيكي، والتي كتب مقدمتها الأمير قسطنطين بنفسه. هذا الإصدار كان معروفًا ليس فقط في أوكرانيا ولكن أيضا في مسكوفيا وأوروبا. وفي عام 1620 سُجل "كتاب أستروغ المقدس" في فهرس مكتبة أكسفورد، كما إمتلكها الملك السويدي غوستاف الثاني أدولف (النسخة محفوظة في المكتبة الملكية في كوبنهاغن) والكاردينال فرانشيسكو بربريني.
إلتقت الطرق التجارية بين بولندا ومولدافيا ودول غرب أوروبا والبلقان وبيلاروسيا والقرم وليتوانيا وموسكو وغيرها في أوستروغ. وقد أدت الروابط الاقتصادية الحيوية إلى النمو والازدهار الاقتصادي في أوستروغ. وبالمقارنة مع القرن الرابع عشر فقد تضاعفت مساحة أوستروغ عشر مرات في القرن السادس عشر لتصبح المدينة خامس أكبر مدن أوكرانيا بعد كل من كييف، لفيف، لوتسك وكاميانيتس.
في 1585 نالت المدينة الحكم الذاتي وفقاً لقانون ماغديبورغ. وأمتلك النبيل قسطنطين فاسيلي أوستروجسكي في النصف الثاني من القرن 16 ثلث إقليم فولين، كما كانت لديه ممتلكات كبيرة في محافظات كييف، بيرياسلافسكي، كانيف ومنطقة تشيركاسي، وكان هناك 80 مدينة وبلدة و2760 قرية في الأراضي الواقعة تحت سيطرته، والتي بلغت مساحتها نحو مليون ومئة وأربعين ألف هكتار (1140000هكتار). بعد وفاة قسطنطين فاسيلي أوستروجسكي تقلص دور المدينة في الحياة الثقافية في أوكرانيا. 
بعد توقيع اتحاد لوبلين عام 1569 أصبحت أوستروغ جزءا من الكومنولث البولندي الليتواني. وازداد حينها الظلم الاجتماعي والقومي عليها، حيث حاولت الكنيسة الكاثوليكية وحكومة النبلاء بشتى الوسائل كثلكة وتشويه الأوكرانيين. قاوم السكان العاملون هذا الظلم بعناد، ونمت موجة الكفاح التحرري لدى الشعب الأوكراني. شارك سكان أوستروغ بنشاط في ثورات الفلاحين القوزاق تحت قيادة كريستوف كوسينسكي وسيفيرين ناليفايكوقالب:Джерело
انتقلت ملكية أوستروغ في القرن السابع عشر إلى زاسلافسكي ومن ثم إلى فيشنيفيتسكي، وفي عام 1700 إنتقلت إلى ساغنوشكو. وبعد التدمير المتكرر لأوستروغ في عهد بوغدان خميلنيتسكي والحروب التي تلتها أنحدرت مكانة المدينة. كما دمرت المدينة مرات عدة في القرن الثامن عشر إثر الحرائق التي لحقت بها وبالأخص أعوام 1737 و1756 و1775. وبعد احتلال إقليم فولين من قبل الإمبراطورية الروسية في عام 1793 أصبحت أوستروغ مركز مقاطعة فولين.

## الاحتلال البولندي
بعد دحر النضال التحرري وقعت أوستروغ تحت الاحتلال البولندي. وفي 1 كانون الثاني 1925 انتقل مركز المقاطعة إلى زدولبونوف.
في 1 أبريل 1927 توسعت حدود المدينة من خلال ضم القرى 

### التسلسل الزمني
- 1100 - أول ذكر لمدينة أوستروغ في المخطوطات الهيباثية كملكية دافيد أيغوريفيتش
- 1199 – أصبحت أوستروغ جزءاً من إمارة غاليسيا-فولين
- 1340 - وأول ذكر لأمير شهير تاريخياً من سلالة أستروجسكي - دانيلو (توفي حوالي 1386) في المخطوطات الغوستينية، والتي تحكي انتصاره في غاليسيا على جيش الملك البولندي كازيمير الثالث الأعظم. وقد ارتبط اسم الأمير دانيال ببناء أقدم بناء حجري في أوستروغ في الربع الثالث من القرن الرابع عشر، والذي يدعى ببرج موروفانّيا
- أصبح في منتصف القرن الرابع عشر مقر إقامة الأمراء أوستروغ
- 1450 (أو 1453) فاسيلي كونستانتين أوستروجسكي يكمل بناء كاتدرائية عيد الغطاس1453[بحاجة لمصدر]

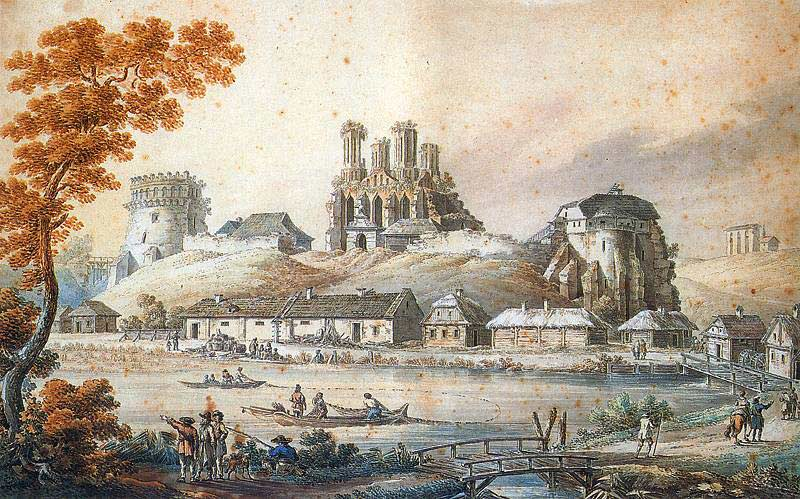
زيغمونت فوغيل. قلعة أوستروغ، 1796

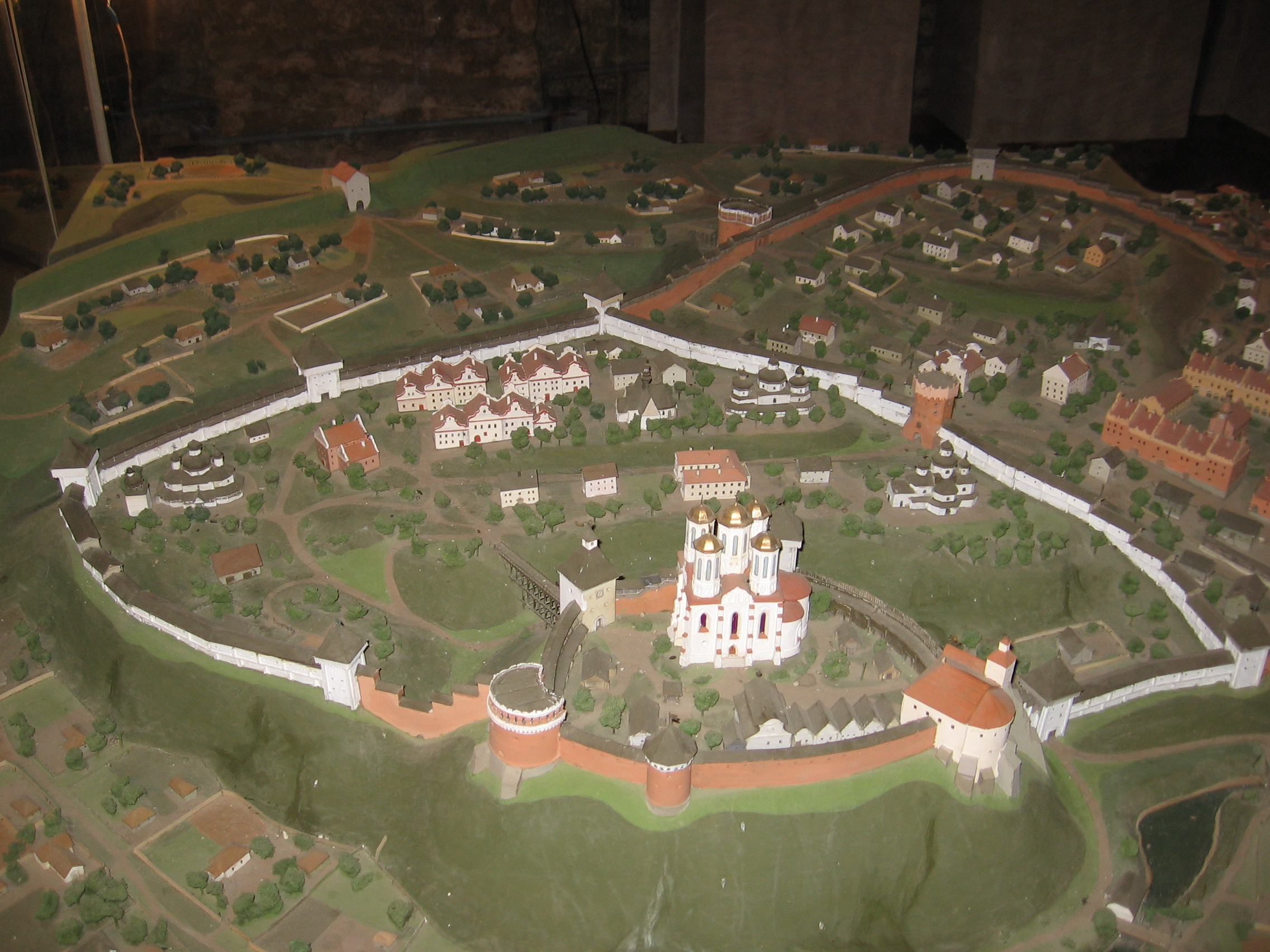
نموذج لمدينة أوستروغ

- 28 تموز 1528 منح سيغيسموند الأول العجوز أوستروغ امتيازات قانون ماغدبورغ. .
- منتصف القرن السادس عشر: الأمير فاسيلي كونستانتين أستروجسكي يحول أوستروغ إلى مركز ثقافي معروف في جميع أنحاء العالم السلافي. ويؤسس أول أكاديمية سلافية يونانية لاتينية، وهي أول مؤسسة تعليمية أوكرانية على غرار الأوروبية.
- 1576 أسس الأمير فاسيلي كونستانتين أستروجسكي مؤسسة التعليم العالي هي الأولى من نوعها في أوروبا الشرقية - الأكاديمية السلافية اليونانية اللاتينية (أكاديمية أوستروغ)
- حوالي 1577 - فاسيلي كونستانتين أستروجسكي وايفان فيدوروفيتش يؤسسان دار الطباعة. عندها انتقل إلى فيدوروفيتش أوستروغ
- 1578 – قام إيفان فيدوروفيتش بطباعة كتاب الحروف الهجائية «بوكفار»
- 1581 – طباعة أول كتاب مقدس كامل باللغة السلافية الكنسية (كتاب أوستروغ المقدس)
- 1624 – أسس أوستروجسكي وبدعم من الإقطاعية آنا ألويزا الكلية اليسوعية
- 1626 - وضع حجر الأساس لكنيسة القديسين إغناطيوس دي لويولا وفرنسيس كسفاريوس (اليسوعيين)
- 1636 - قام مكسيميليان بشيريمبسكي الزوج الثاني ليليزافيتا زاسلافسكايا بتعيين رئيس جديد للكنيسة، في الوقت الذي كان يشغله سابقاً الكالفنيين، مما أدى إلى صراع مع مالك المدينة أندري راي.
- منذ 1793 أصبحت أوستروغ جزءاً من الإمبراطورية الروسية.
- 1795 – حصلت أوستروغ على توثيق لامتيازاتها كمدينة.
- 1889 - حريق على مستوى المدينة لم يتم خلالها استعادة كنيسة رقاد السيدة العذراء.
- في السنوات من 1920 إلى 1939 أصبحت أوستروغ جزءًا من بولندا.
- 1939 – ضُمت المدينة إلى الاتحاد السوفيتي.
- 13 يناير 1944 - دخل الجيش السوفيتي المدينة
- 1995 - قرار من المجلس الأعلى (البرلمان) الأوكراني رقم 275\95-ف ر من 7 تموز 1995 باعتبار مدينة أستروغ وتصنيفها بفئة المدن ذات الأهمية الإقليمية. .

## الاقتصاد

### شركة أوستروغ للمياة المعدنية ذ.م.م.
تشكل منتجات شركة المياه المعدنية حصة الأسد (ما نسبته 95%) من مجمل حجم الإنتاج على مستوى المدينة. في شهر تشرين الأول من عام 2017 قُدم في الشركة بئر جديد لإنتاج مياه الشرب، مما سمح بإنتاج تشكيلة من مياه الشرب الغازية وغير الغازية.
في عام 2009 وبسبب الأزمة الاقتصادية العالمية التي عصفت بأوكرانيا والعالم، إنخفض إنتاج الشركة إلى حد ما ووصل إلى 7,6 مليون هريفين أو ما نسبته 84,6% من إنتاج العام الذي سبقه. وتحسنت الحالة بشكل ملحوظ في عام 2010، إذ بلغ حجم الإنتاج خلال الفترة من شهر كانون الثاني إلى تشرين الأول نحو 6,7 مليون هريفين أي معدل النمو وصل إلى 102,3% بالمقارنة مع الفترة نفسها من العام الذي سبقه.
يعمل في الشركة 65 شخص.

### مطبعة أوستروغ ذ.م.م.
أشارت التقارير المالية لنشاط مطبعة أوستروغ خلال عام 2009 إلى انخفاض في الإنتاج بنسبة 57,6% بالمقارنة مع عام 2008، أي بلغ 271,6 ألف هريفين أو 3,5% من حجم الإنتاج الصناعي الكلي للمدينة. 
لكن، وبفضل تنسيق العمل الجماعي للمطبعة ارتفع الإنتاج بنسبة 110% بالمقارنة بالفترة نفسها من العام الذي سبقه.

### مصنع أوستروغ للأثاث ش.م.م.
في الوقت الراهن لا يعمل المصنع. فقد تم إغلاق جزء من منطقة الإنتاج لغايات إعادة البناء. أما الأجزاء المتبقية التي لم تباع فقد تم تأجيرها. 

## النقل
تمر عبر المدينة الطرق ذات أهمية إقليمية: الطريق P05 هوروديشي — ريفنا — سارني — ستاروكونستانتينوف والطريق Р26 أوستروغ — كريمينيتس —راديفيلوف. على بعد 14 كم إلى الشمال من المدينة وفي قرية أوجينين تقع محطة أوستروغ للقطارات من محطة قطارات أوستروغ (سكك حديد جنوب الغربي) على خط السكك الحديدية شيبتيفكا — زدولبونيف

## أوستروغ ومحطة خميلنيتسكي للطاقة النووية
تقع المدينة على بعد 3.2 كم من محطة خملنيتسكي للطاقة النووية. وفي عام 2011 نظمت مناقشات ومظاهرات نشطة في المدينة حول جدوى إكمال بناء وحدتي الطاقة الثالثة والرابعة لمحطة الطاقة النووية. في 12 مايو 2011، عقدت جلسات استماع عامة في أوستروغ بشأن جدوى استكمال وحدات الطاقة الجديدة، واتخذ جمهور المدينة موقفاً سلبياً واضحاً بخصوص إستكمال البناء.

## الثقافة

### المتاحف
تعمل في أوستروغ منذ عام 1981 المحمية الثقافية التاريخية الوطنية، والتي تضم قلعة أوستروغ مع كنيسة عيد الغطاس وأجزاء من تحصينات المدينة. كما تشمل المحمية على متاحف: 
- متحف أوستروغ للتاريخ المحلي
- متحف الكتب والطباعة;
- متحف العملات
- سراديب أوستروغ

### معالم جذب سياحي
- قلعة أمراء أوستروجسكي
- البوابة التتارية
- بوابة لوتسك
- كنيسة رقاد مريم العذراء
- الكنيس الكبير
- الدير الكبوشي
- نصب أمراء أوستروجسكي
- متنزه أوستروغ

## الدين
في المدينة توجد الطوائف الدينية التالية:
- جمعية كاتدرائية عيد الغطاس (الكنيسة الأرثذوكسية الأوكرانية)
- جماعة كنيسة القيامة المقدسة (الكنيسة الأرثذوكسية الأوكرانية)
- جماعة كنيسة القديس نيكولاي (الكنيسة الأرثذوكسية الأوكرانية - بطريركية كييف)
- جماعة كنيسة القديس فيودور أوستروجسكي (الكنيسة الأرثذوكسية الأوكرانية - بطريركية كييف)
- جمعية كنيسة رقاد مريم العذراء (الكنيسة الكاثوليكية الرومانية)
- جمعية كنيسة المسيحيين الإنجيلية - الخمسينيين (بروتستانتية، فرع الخمسينية)
- جمعية كنيسة المسيحيين الإنجيلية - المعمدانيين (بروتستانتية، فرع المعمدانية)

## التعليم والعلوم
نظام المؤسسات التعليمية في المدينة يشمل:
- مدرستان ثانويتان
- جمنازيوم (مدرسة)
- مدرسة للصم
- مدرسة للأطفال ذوي الإعاقة الذهنية
- مدرسة ثانوية مهنية
- مدرسة ثانوية عسكرية (المدرسة الداخلية الإقليمية للتدريبات العسكرية والبدني المعزز)
- أكاديمية أوستروغ
- مدرسة موسيقية ورياضية
- روضتي أطفال
- مؤسسة للتعليم الإضافي (دار التلميذ)

## الرياضة
في سجن المدينة تعمل أكاديمية الشباب الذي عمل أقسام: كرة القدم، كرة السلة، الملاكمة وغيرها. الرياضيين من المشاركة في المنافسات المحلية والإقليمية.

## أعلام
- فيودور أوستروجسكي – أمير، شخصية عسكرية وسياسية، بانِ مدن أقليم فولين
- قسطنطين أوستروجسكي – أمير، زعيم، وشخصية سياسية عسكرية ثقافية
- فاسيلي موليفيتش (1896-1971) – رائد في جيش جمهورية أوكرانية الشعبية
- فلاديمير صاموئيلوفيتش دوديتش – عضو في المجلس المركزي الأوكراني
- إيفان لياتوس (يان لياتوش) – عالم فلك وطبيب
- ميخائيل غارابوردا – دبلوماسي وخبير في شؤون موسكو
- إيسايا غوروفيتش – عالم باحث في التلمود والقبالة
- غيراسيم سموتريتسكي – كاتب، شاعر ومدرس أوكراني
- صموئيل (مارشويه) يديلس – عالم في التلمود ومدير المدرسة الأوروبية الرائدة للحاخامات
- غالشكا أوستروجسكايا – أميرة
- إيفان فيدوروفيتش – أول طباع أوكراني
- غرين إيفانوفيتش – أول طباع أوكراني
- فاسيلي غارابوردا – أول طباع أوكراني
- سيمون بيكاليد – شاعر
- يانوش أوستروجسكي - أمير، زعيم، وشخصية سياسية عسكرية ثقافية
- ميليتي سموتريتسكي – كاتب، مترجم، عالم لغة ولاهوتي
- مارتين برونيفسكي – شخصية سياسية
- قسطنطين قسطنطينوفيتش أوستروجسكي - أمير، زعيم، وشخصية سياسية عسكرية ثقافية
- إيفان بوريتسكي – شخصية دينية تربوية سياسية
- تاراسي ليفكوفيتش زيمكا – شخصية ثقافية أوكرانية، ناشر وأول مدير لأكاديمية كييفو-موهيليان
- إيوف كنياغينيتسكي – شخصية دينية ثقافية، ومؤسس دير مانيافا المركز الرئيسي للرهبانية الزهدة في الكومنولث البولندي الليتواني.
- إيوان فيشينسكي – كاتب جدلي أوكراني
- كيبريان – شخصية دينية وثقافية ومترجم
- إيسايا بالإبان – شخصية دينية وثقافية
- داميان ناليفايكو – شخصية دينية تربوية وثقافية أوكرانية
- لافرينتي زيزاني – كاتب أوكراني وشخصية ثقافية تربوية
- آنا ألويزا أوستروجسكايا – أميرة، راعية للفن والعلوم ومتعصبة دينية
- بيوتر كوناشيفيتش ساغايداتشني – شخصية سياسية وعسكرية، هيتمان القوزاق المسجلين.
- ستانيسلاف كارداشيفيتش – باحث في تاريخ مدينة أوستروغ
- أنتنينا بلودوفا – شخصية اجتماعية تربوية
- فلاديمير سالسكي – لواء في جيش جمهورية أوكرانيا الشعبية، وزير حرب جمهورية أوكرانيا الشعبية في المنفى.
- مندل مناحم بيبر - باحث في التراث الروحي اليهودي
- إيفان أوغيينكو – عالم أوكراني، شخصية دينية وسياسية ورجل دولة
- ميخائيل توتشيمسكي – شخصية دينية تربوية اجتماعية، وأول رئيس لمتحف التاريخ في أوستروغ
- نيكولاي كوفالسكي – مؤرخ ومؤسس المدرسة الأوكرانية في النقد المصدري
- بيوتر أندروخوف – مؤرخ، عالم في التاريخ المحلي وشخصية اجتماعية
- إيوانيكي مالينوفسكي – مؤرخ القانون وأكاديمي في أكاديمية العلوم لعموم أوكرانيا
- يفغيني سبيكتورسكي – مشرع، فيلسوف وعالم اجتماع
- أوليغ زاريتشنيوك – كيميائي، بروفيسور
- سيرغي زاخارتشوك – رياضي
- نيكولاي كوتشيروك – مهندس معماري، أكاديمي، مرمم، أمين التراث الثقافي
- فلاديسلاف ألكسندروفيتش ريلسكي – ملازم في القوات المسلحة الأوكرانية، مشارك في الحرب الروسية الأوكرانية 2014-2015
- آنا باولينا سابيغا (يابلوتوفسكايا بعد الزواج) – نبيلة، مؤلفة أعمال وترجمات. توفيت ودفنت في كنيسة أوستروغ.
- بوريس فلاديميروفيتش زافيروخا – عالم تصنيف نباتات أوكراني، منسق زهور، دكتور في العلوم البيولوجية، بروفيسور

## معرض صور

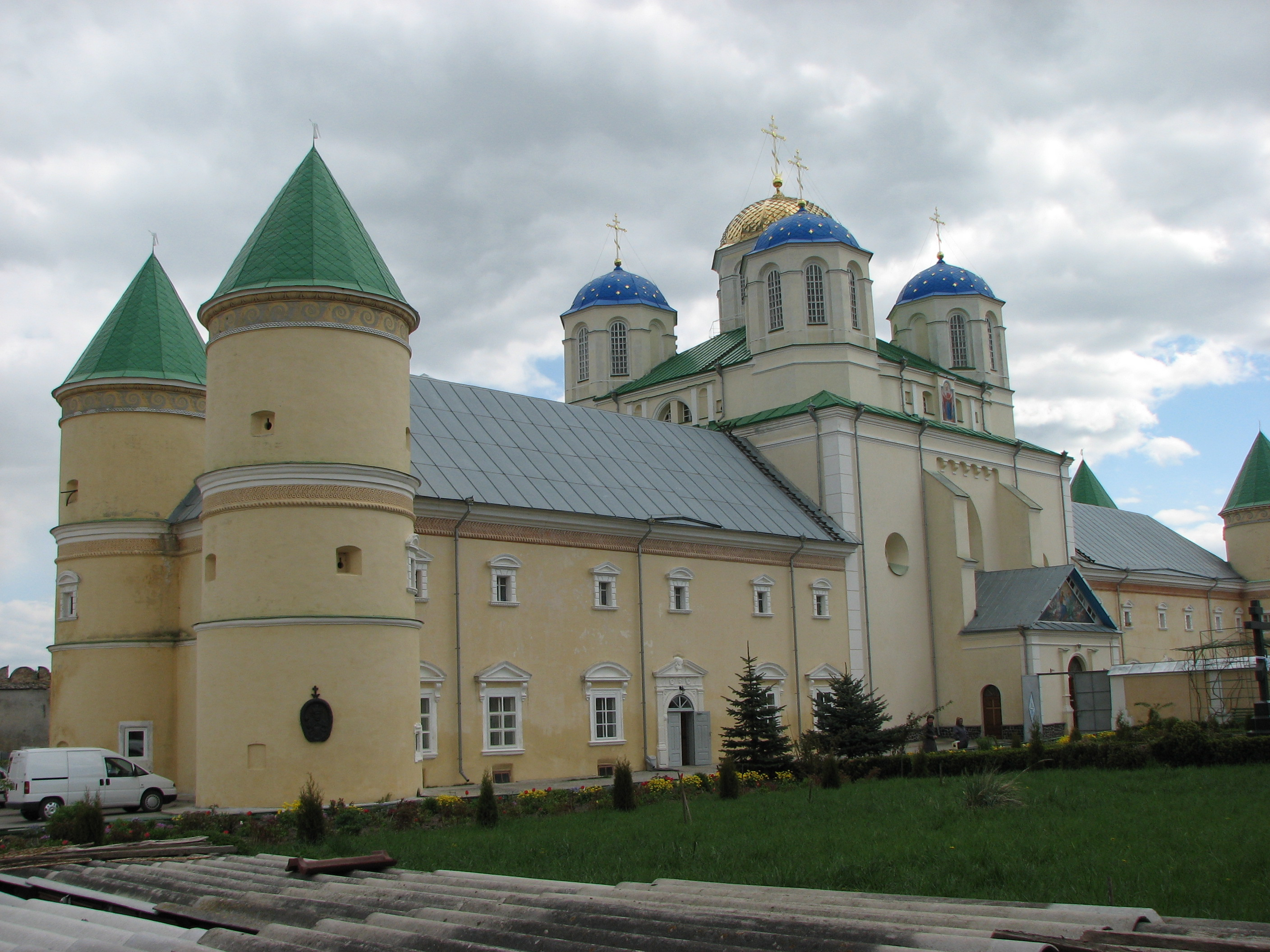
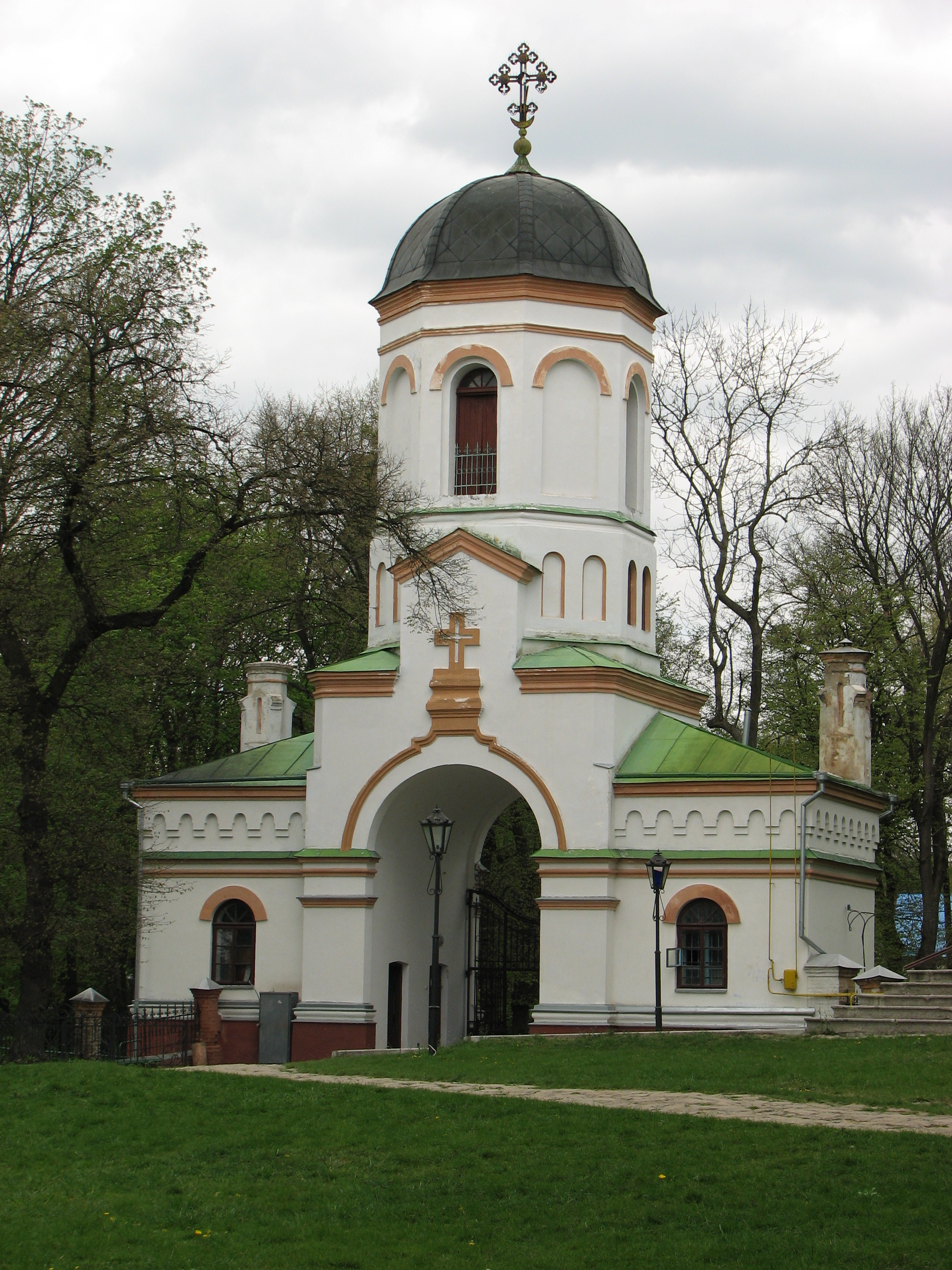
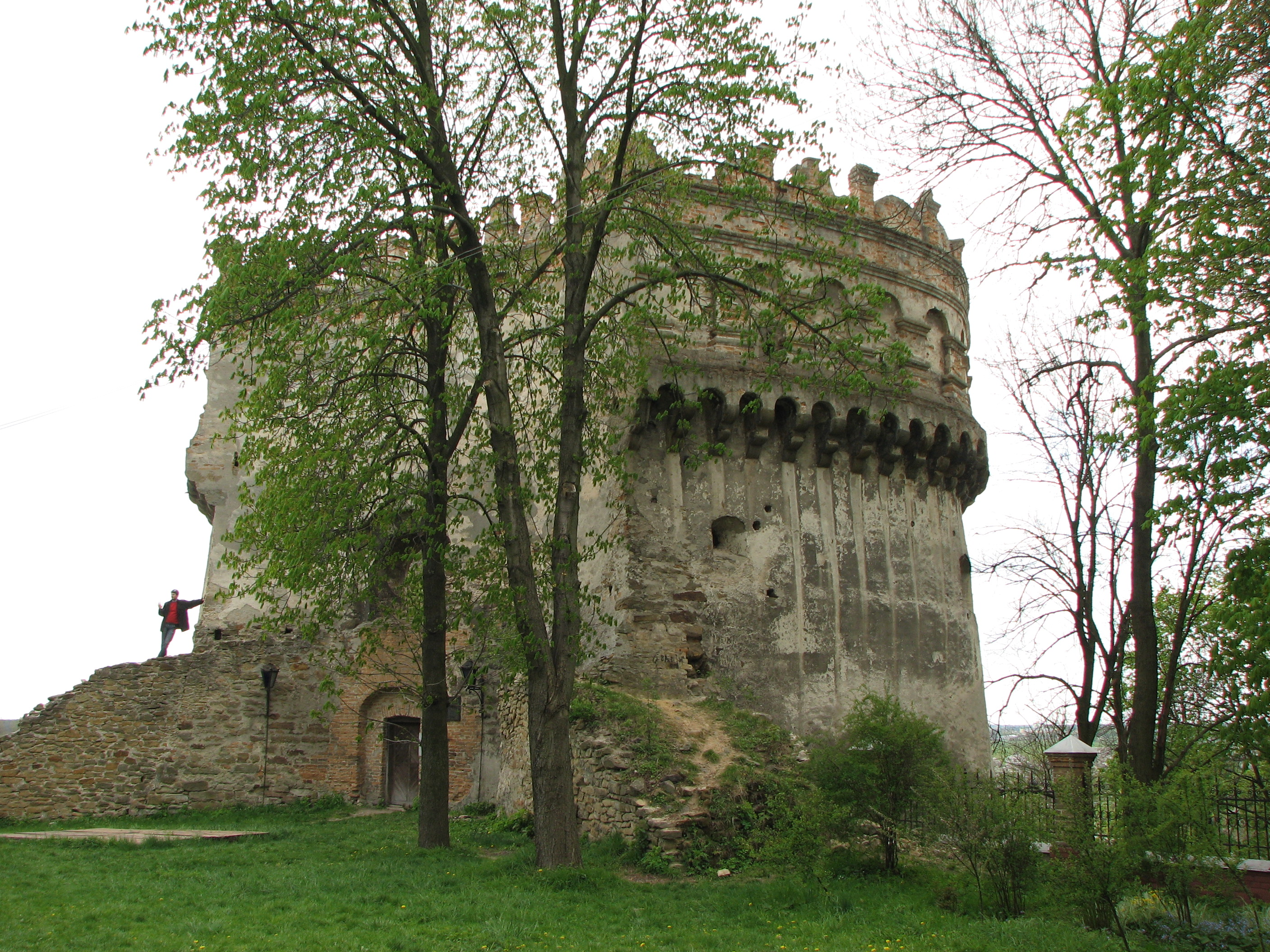
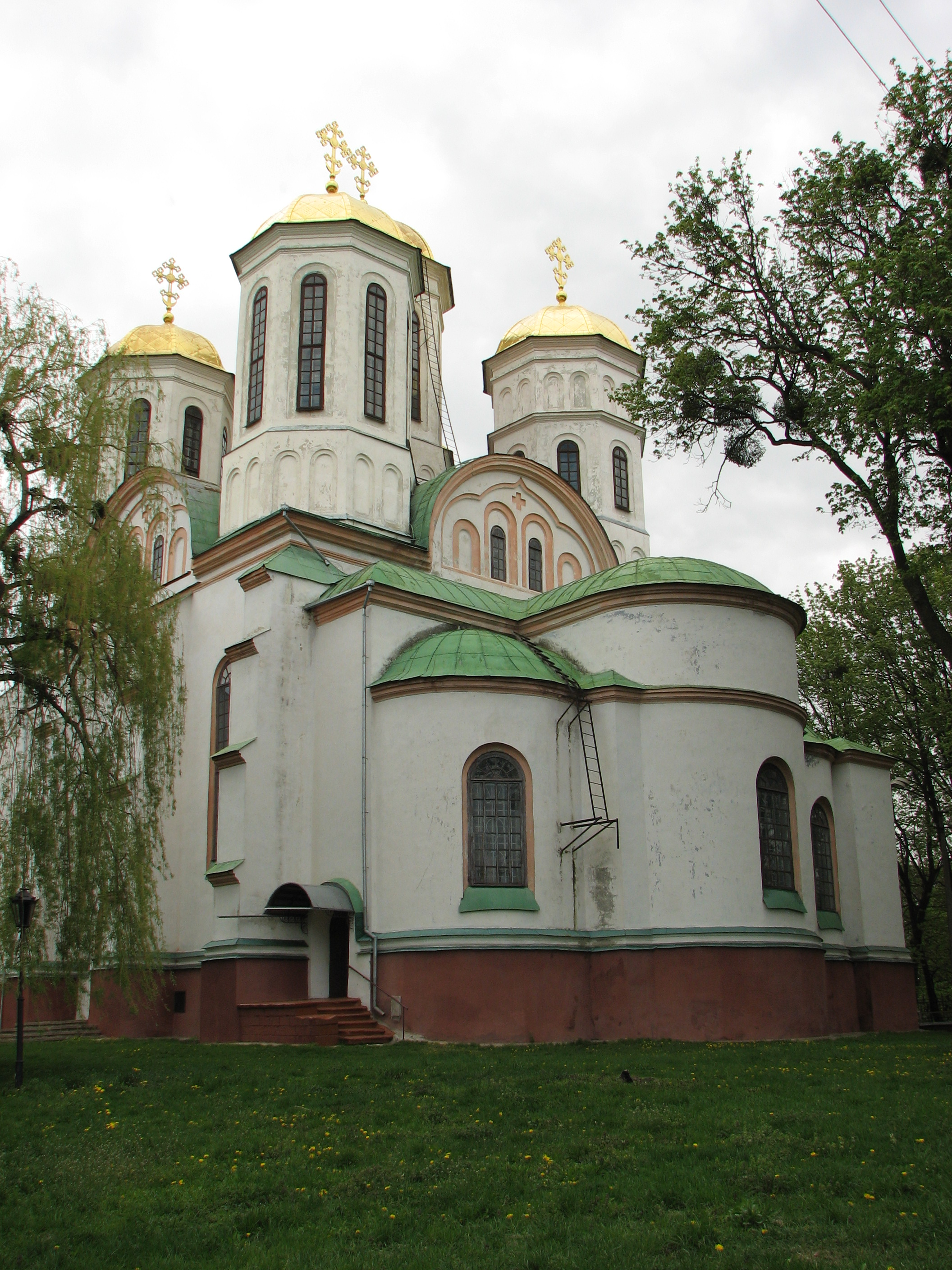
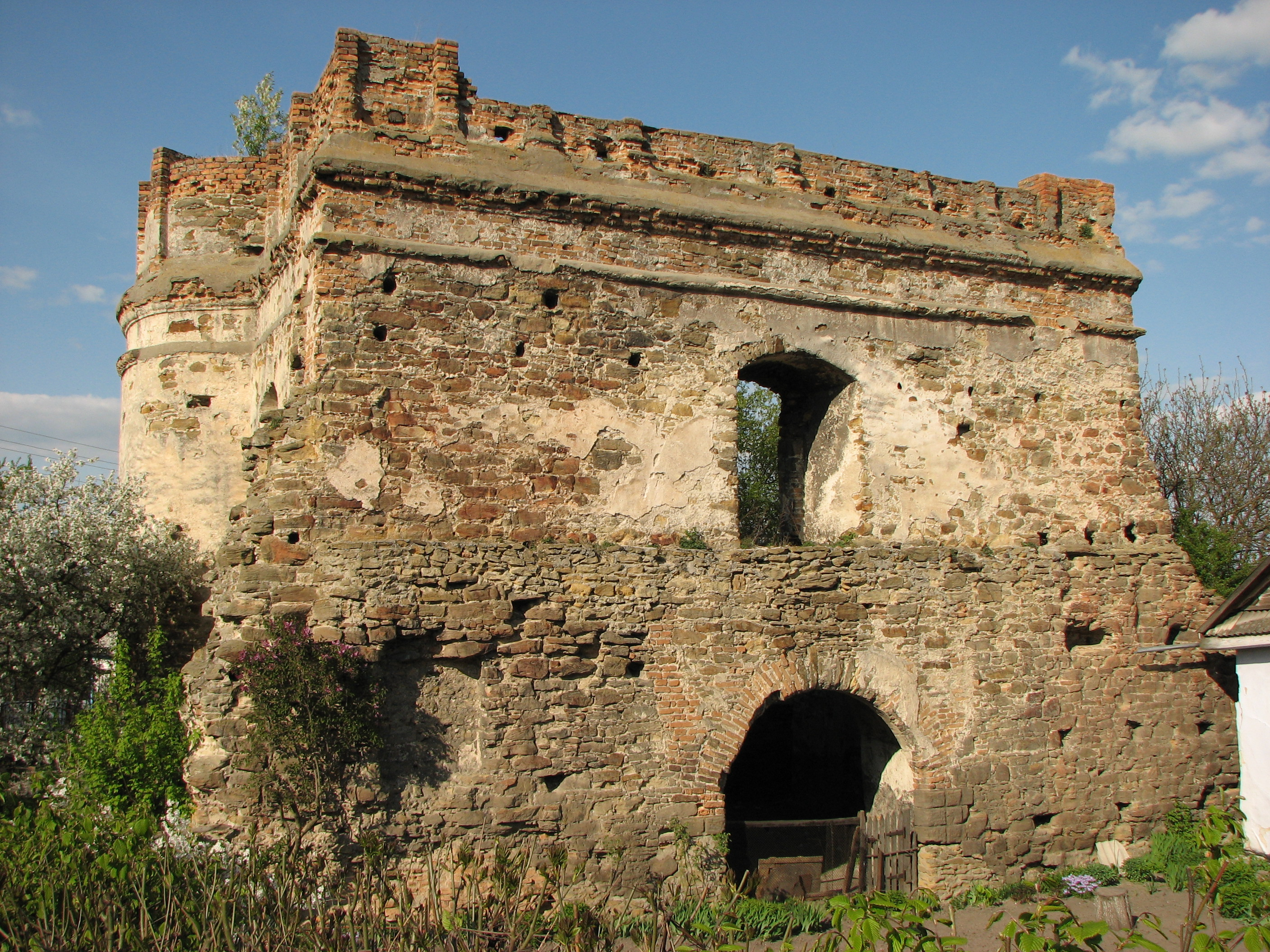